# Fundació Bosch i Cardellach
La Fundació Bosch i Cardellach de Sabadell és una fundació que promou els estudis locals i comarcals del Vallès. Organitza cursos, conferències i exposicions, convoca premis de recerca i du a terme publicacions centrades en la història social i cultural de Sabadell.
La Fundació és governada per un patronat, del qual el president és l'alcaldessa de Sabadell, i una Junta Directiva que encapçala actualment Josep Maria Benaul.
La institució disposa de sis seccions: Arts i Lletres, Ciència i Tecnologia, Economia i Ciències Socials, Història i Arqueologia, Persones i Comunitat i Territori i Espai urbà. Cadascuna d'aquestes seccions promou la investigació en els seus respectius àmbits, la qual desemboca en actes i activitats i en la publicació de treballs i estudis.
La Fundació Bosch i Cardellach compta amb una biblioteca i un arxiu que conserven un fons documental conformat per la donació de col·leccions particulars –i d'algunes entitats– i per la mateixa activitat de la institució. El 2016 es calcula que uns 200.000 documents formen part del seu fons bibliogràfic, en bona part gràcies a la incorporació de part de l'antiga Biblioteca de Caixa Sabadell, moment en què es decideix donar, a la nova biblioteca de la Fundació, el nom de Miquel Carreras –sabadellenc il·lustre mort al front el 1938–, i a la sala de lectura el de l'enginyer i bibliòfil Antoni Trallero, la col·lecció personal del qual també es va afegir al fons. El catàleg de la Biblioteca Miquel Carreras és consultable online, i s'està treballant per incloure tots els seus registres al Catàleg Col·lectiu de les Universitats de Catalunya.
Els orígens de la Fundació Bosch i Cardellach es remunten a la fi de l'any 1942, moment en què els sabadellencs Ramon Arquer Costajussà, Miquel Crusafont Pairó, Joan Montllor i Pujal i, finalment, amb la incorporació de Joan Farell Domingo, s'aconsegueix crear una institució dedicada als estudis locals i comarcals sota la supervisió del llavors alcalde de la ciutat Josep Maria Marcet i Coll, atorgant-li el nom del que va ser historiador, metge i arxiver municipal de la ciutat: Antoni Bosch i Cardellach (1758 – 1829).